# Edward Ellice (1783–1863)
Edward Ellice (ur. 27 września 1783 w Londynie, zm. 17 września 1863) – brytyjski przedsiębiorca i polityk, członek stronnictwa wigów, minister w rządach lorda Greya i lorda Melbourne’a.
Był drugim synem Alexandra Ellice’a i Ann Russell. Wykształcenie odebrał w Winchester School oraz w Marischal College w Aberdeen. W 1803 r. wyjechał do Kanady, gdzie zajmował się handlem futrami niedźwiedzi (stąd wziął się jego przydomek, "Bear"). W 1821 r. przyczynił się do fuzji Kompanii Północno-Zachodniej i Kompanii Zatoki Hudsona.
W latach 1818–1826 i 1830–1863 reprezentował w Izbie Gmin okręg wyborczy Coventry. W latach 1830–1832 był lordem skarbu. Następnie, w latach 1833–1834, zasiadał w gabinecie jako sekretarz ds. wojny. W 1836 r. został jednym z założycieli Reform Club. W tym samym roku nieoficjalnie namawiał rząd francuski do wysłania wojsk do Hiszpanii.
Ellice był dwukrotnie żonaty i miał jednego syna, również Edwarda, który w latach 1837–1880 zasiadał w Izbie Gmin.